# Banco Popolare
Il Banco Popolare è stato un gruppo bancario di matrice cooperativa, il più grande in Italia, fino al 1º gennaio 2017, quando si fuse con la Banca Popolare di Milano per costituire il Banco BPM. Era caratterizzato da un forte radicamento locale, con 18.230 dipendenti, oltre 3 milioni di clienti e circa 1.800 filiali presenti in tutta Italia con l'eccezione dell'Alto Adige e dell'Abruzzo. Il suo codice ABI era lo 05034, mantenuto dal Banco BPM.

## Storia
Nacque ufficialmente il 1º luglio 2007 dalla fusione fra il Banco Popolare di Verona e Novara e la Banca Popolare Italiana.
I rapporti di cambio erano stati determinati in 1 azione del costituendo Banco per ogni azione di Bpvn e in 0,43 azioni del costituendo Banco per ogni azione di Bpi.
Nel 2010 ha superato lo "stress test" effettuato dal Committee of European Banking Supervisors (CEBS). Il test analizzava la solidità patrimoniale degli istituti bancari per verificare le capacità di resistenza alle crisi.
Al 4 febbraio 2011 risultava essere la decima banca italiana nella classifica delle 15 banche più capitalizzate quotate sulla borsa italiana.
Al 9 agosto 2011 risultava essere la settima banca italiana secondo la classifica dei gruppi bancari italiani per capitalizzazione. Da luglio 2013 è inclusa nello Standard Ethics Italian Banks Index.
Il 27 dicembre 2011 si sono fuse per incorporazione nel Banco Popolare le S.p.A. Banca Popolare di Verona - S. Geminiano e S. Prospero, Banca Popolare di Lodi, Banca Popolare di Novara, Cassa di Risparmio di Lucca Pisa Livorno e Banca Popolare di Cremona, e separatamente la Banca Popolare di Crema  S.p.A..
Il 1º giugno 2014 viene incorporato anche il Credito Bergamasco. La capogruppo controllava già le banche del gruppo, che rimangono radicate col proprio marchio nei loro territori storici.

### Quotazione in Borsa
Il Banco Popolare è stato quotato presso l'indice FTSE MIB della Borsa Italiana, il paniere che racchiude le azioni delle 40 principali società italiane, dal 2 luglio 2007 al 30 dicembre 2016 quando ha chiuso ad un prezzo di 2,2920 € per azione corrispondente a una capitalizzazione di 1.897 milioni di euro.

### Banco BPM
Il 23 marzo 2016 viene siglato il protocollo d'intesa con la Banca Popolare di Milano (BPM) per l'integrazione delle due banche cooperative ratificato dal consiglio d'amministrazione del 24 maggio.
A giugno dello stesso anno come previsto dagli accordi, avviene un aumento di capitale da un miliardo di euro.
Il 15 ottobre l'assemblea straordinaria dei soci ha approvato con il 99,5% dei soci intervenuti la fusione con la Banca Popolare di Milano che è diventata efficace dal 1º gennaio 2017 quando è nato il Banco BPM S.p.A. I rapporti di cambio sono stati determinati in un'azione del costituendo Banco BPM ogni azione del Banco Popolare e in un'azione del costituendo Banco BPM ogni 6,386 azioni della Banca Popolare di Milano.
Visto che con la fusione il Banco Popolare da società cooperativa diventa una società per azioni è stato riconosciuto agli azionisti dissenzienti il diritto di recesso fissato in 3,156 € per azione.

## L'ex Gruppo Banco Popolare
Il Gruppo operava in Italia in tutti i settori dell'attività bancaria e finanziaria ed è presente anche in altri Paesi europei, con società controllate e filiali, e in Asia, mediante alcuni uffici di rappresentanza.
Il Banco Popolare aveva sede legale e amministrativa a Verona e sedi amministrative a Lodi e Novara ed aveva il ruolo, oltre che di capogruppo, anche di banca operativa. Essa era organizzata sulla base di un modello territoriale basato sulle Divisioni, esistenti nelle tradizionali aree storiche di presenza.

### Rete territoriale
Il Banco BPM opera sul territorio di competenza dell'ex Banco Popolare, utilizzando le sue Divisioni territoriali, corrispondenti ai perimetri territoriali dei marchi storici e poste a presidio e coordinamento della rete distributiva, che sono quattro::
- Divisione Banca Popolare di Verona, presente prevalentemente nel nord-est (escluso l'Alto Adige) ed in misura marginale in Lombardia e nelle Marche, articolata nelle due Direzioni territoriali: 
  - Banca Popolare di Verona: con sede a Verona che comprende le filiali poste in Veneto, in Friuli-Venezia Giulia (ad eccezione della provincia di Gorizia) ed in Lombardia (nelle province di Brescia e di Mantova).
A questa Direzione territoriale fanno capo le aree:
    - Banco San Marco: nella città metropolitana di Venezia
    - Banca Popolare del Trentino: nella provincia autonoma di Trento

  - Banco S. Geminiano e S. Prospero: con sede a Modena che include le filiali poste in Emilia-Romagna (escluse le province di Parma e Piacenza), in Lombardia nella provincia di Mantova e nelle Marche nella provincia di Pesaro e Urbino.
A questa Direzione territoriale fa capo l'area:
    - Cassa di Risparmio di Imola: con gli sportelli posti nella città metropolitana di Bologna
- Divisione Banca Popolare di Novara, presente al nord-ovest, nel Lazio, nel sud (escluso l'Abruzzo) e nell'Italia insulare, articolata nelle due Direzioni territoriali: 
  - Banca Popolare di Novara: con sede a Novara che comprende le filiali poste in Valle d'Aosta, in Piemonte, in Liguria (nelle province di Imperia e Savona) ed in Lombardia (nella provincia di Pavia e nella città metropolitana di Milano)
  - Centro-Sud: con sede a Roma composta dagli sportelli presenti nel Lazio (nella città metropolitana di Roma Capitale e nelle province di Latina e Frosinone), in Campania, in Molise, in Puglia (nella città metropolitana di Bari e nelle province di Foggia e Lecce), in Basilicata (nella provincia di Potenza), in Calabria (nelle province di Cosenza e Reggio Calabria) ed in Sardegna (ad Arzachena nella zona omogenea di Olbia della provincia di Sassari).
A questa Direzione territoriale fa capo l'area:
    - Banco Popolare Siciliano, in Sicilia
- Divisione Banca Popolare di Lodi, presente al nord in Lombardia, Emilia-Romagna, Liguria e al centro in Toscana ed in Umbria, suddivisa nelle due Direzioni territoriali: 
  - Banca Popolare di Lodi: con sede a Lodi che comprende le filiali poste in Lombardia (nella città metropolitana di Milano e nelle province di Varese, Lecco, Monza e della Brianza, Lodi e Cremona) e in Emilia-Romagna (nelle province di Parma e Piacenza)
A questa Direzione territoriale fanno capo le aree:
    - Banca Popolare di Cremona: in Lombardia, nelle province di Cremona e Brescia
    - Banca Popolare di Crema: in Lombardia, nella città metropolitana di Milano e nelle province di Cremona e Brescia
    - Banco di Chiavari e della Riviera Ligure: in Liguria, nella città metropolitana di Genova e nella provincia della Spezia

  - Cassa di Risparmio di Lucca Pisa Livorno: con sede a Lucca che include le filiali poste in Liguria nella provincia della Spezia, in Toscana ed in Umbria
- Divisione Credito Bergamasco, presente prevalentemente in Lombardia ed in misura minoritaria a Roma che include la Direzione territoriale: 
  - Credito Bergamasco: con sede a Bergamo che comprende le filiali poste in Lombardia (nelle province di Bergamo, Brescia, Como, Lecco, Monza e della Brianza, Varese e nella città metropolitana di Milano) e nel Lazio nella sola città di Roma.

### Ex società controllate e partecipazioni
- Private and investiment banking Banca Aletti - 100% (per i clienti con grandi patrimoni)[6]
- Società di gestione del risparmio Aletti Gestielle SGR - 100%[7]
- Società di credito al consumo Agos Ducato - 39%
- RCS Mediagroup - 3,634%
- Banca della Nuova Terra - 19,61%[8]